# Câmara Municipal de Velas

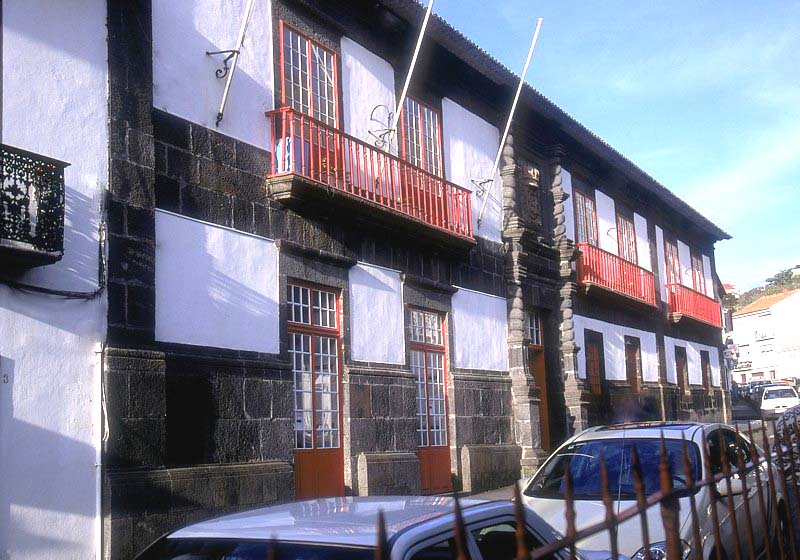
Fachada da Câmara Municipal de Velas, ilha de São Jorge, Açores, Portugal.

A Câmara Municipal de Velas corresponde ao município português que tem na sua área de jurisdição 6 freguesias com sede na localidade de Velas, ilha de São Jorge, tem uma área de 119,1 quilómetros quadrados. As freguesias são: Norte Grande, Rosais, Manadas, Santo Amaro, Urzelina. Apesar da criação da Câmara Municipal em 1490, a localidade só foi elevada a vila em 1500.

## História
Esta câmara ocupa um dos palácios mais importantes da ilha São Jorge, edifício esse que foi catalogado como sendo um Imóvel classificado Interesse Público pela Resolução n.º 64/84, de 30 de Abril, publicado no Jornal Oficial, I Série, n.º  14.
Esta edificação construída no século XVIII, entre os anos de 1719 e 1744 apresenta-se com uma forte, sólida e imponente arquitectura com características marcadamente barrocas.
Foi mandado erigir por Manuel Avelar, membro de uma das mais ricas família que no Século XVIII, teve residência na ilha de São Jorge. Esta poderosa família ao longo de várias gerações fez edificar pela ilha alguns dos mais notáveis palácios da ilha de São Jorge.

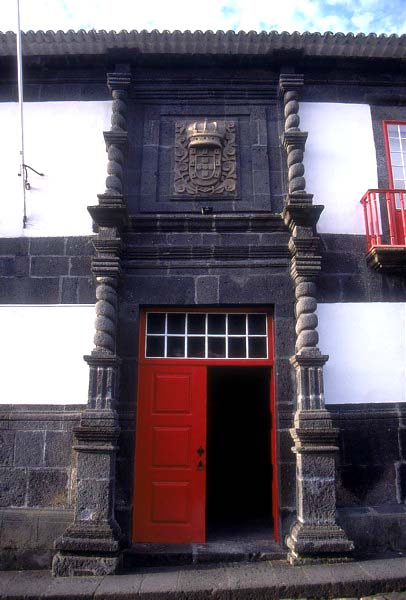
Porta de entrada da Câmara Municipal de Velas, ilha de São Jorge, Açores, Portugal. O Brasão ostentado nesta porta foi elaborado com pedra retirada do Pico Alto, Toledo.

A nível de construção este edifício apresenta-se com um rodapé construído em pedra de basalto da ilha, e assenta num extenso friso. À entrada do Portão principal, ladeado por duas colunas salomónicas, torsas de alto relevo, apresenta do lado esquerdo deste, duas portas que a quando da construção inicial eram duas janelas, que correspondiam ao espaço de acesso ao celeiro de armazenamento de cereais. Por cima da fachada ostenta as armas portuguesas, gravadas em cantaria basáltica de cor preta natural.
Do lado direito deste imponente portão existem quatro janelas, que também no Século XVIII que pertenceram ao espaço onde funcionou uma cadeia para mulheres. Antes deste edifico ser ocupada pelos paços do concelho esteve aqui instalada além da referida cadeia o tribunal de Velas.

## A heráldica
A heráldica desta câmara foi publicada no Diário do Governo n.º 174,II Série, de 27 de Julho de 1972), do Ministério do Interior e Direcção-Geral de Administração Política e Civil, 2.ª Repartição.
Aprovada, de harmonia com o disposto no artigo 14.º do Código Administrativo, a constituição heráldica das armas, selo e bandeira do Concelho de Velas, nos termos seguintes:
- Armas - De azul, uma caravela de negro realçada de ouro, vestida de prata e encordoada de ouro, tendo as velas carregadas de cruzes de Cristo, vogante sobre três faixetas ondadas de prata e verde. Chefe de ouro, carregado de um açor estendido de vermelho flanqueado por duas quinas; coroa mural de prata;listel branco com os dizeres «Velas» de negro.
- Bandeira - Esquartejada de amarelo e negro, cordões e borlas de ouro e negro; haste e lança dourada.
- Selo - Circular, tendo ao centro as peças das armas, sem indicação dos esmaltes. Em volta, dentro de círculos concêntricos, os dizeres «Câmara Municipal de Velas».

## Lista de presidentes da Câmara de Velas
- Miguel Teixeira Soares de Sousa
- José Pereira da Cunha da Silveira e Sousa
- José Pereira da Cunha da Silveira e Sousa Júnior
- Joaquim José Pereira da Silveira e Sousa
- João Pereira da Cunha Pacheco (1856-1857)
- António José Pereira da Silveira e Sousa
- José Silveira Goulart

## Galeria

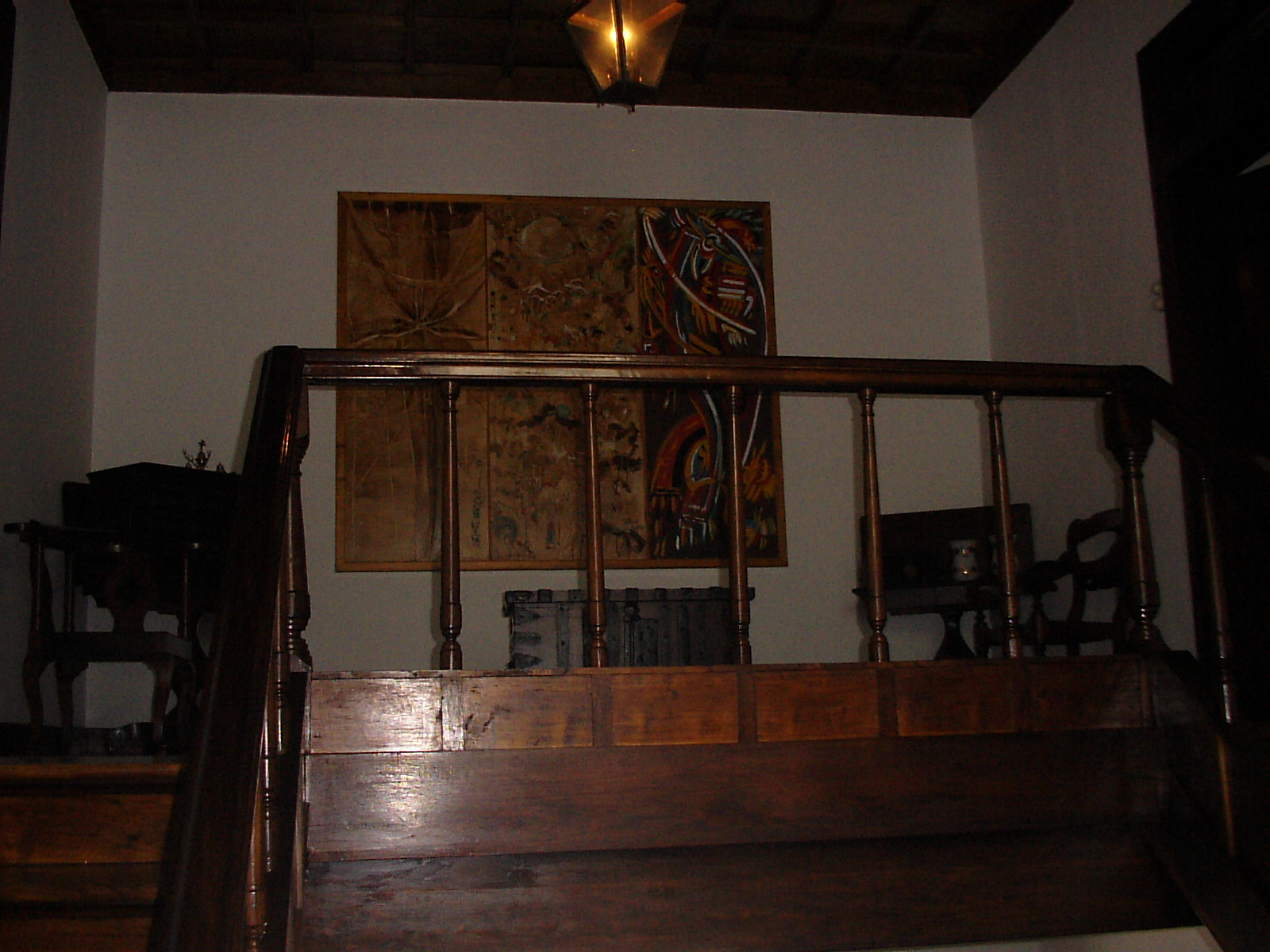
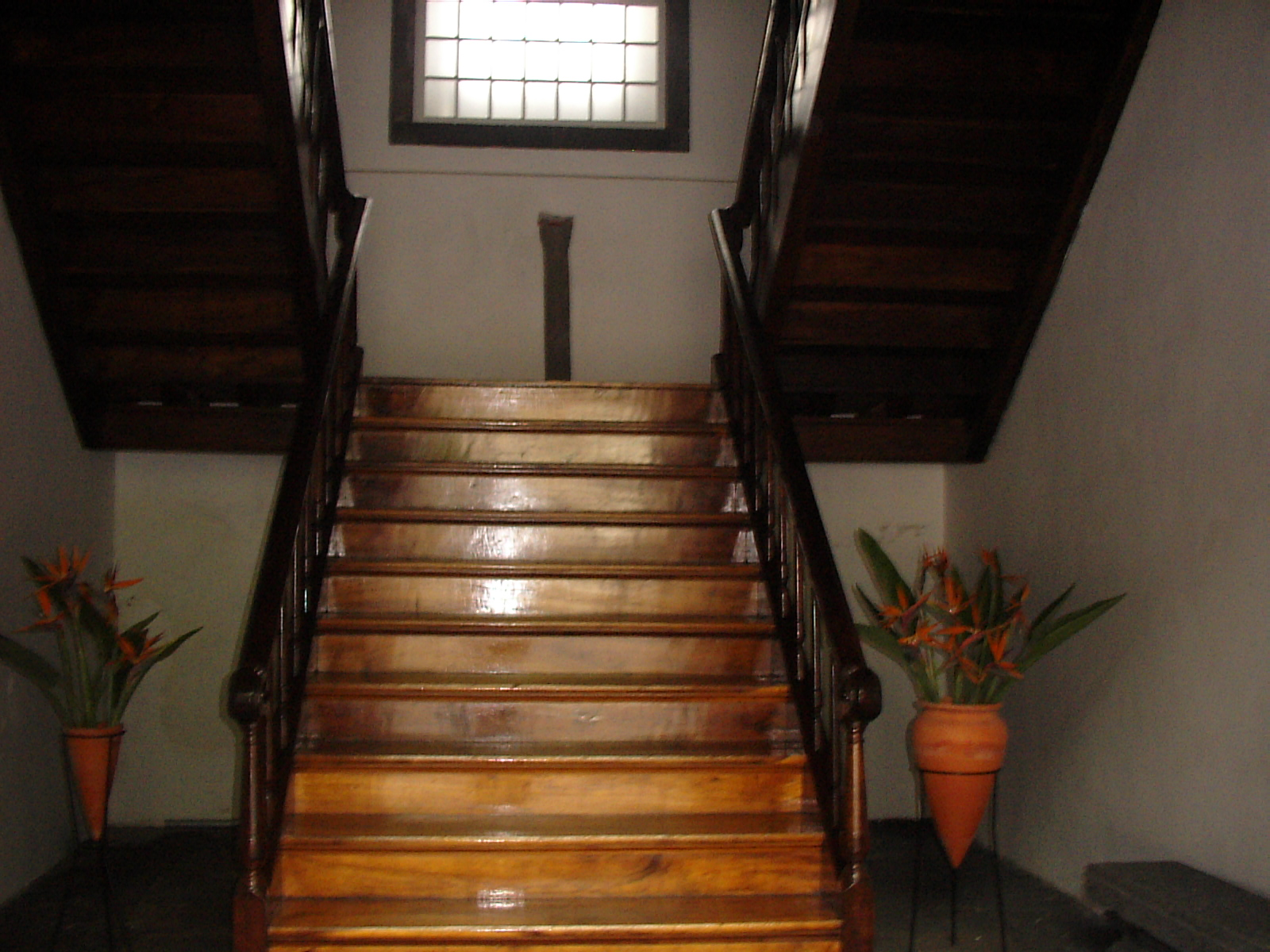
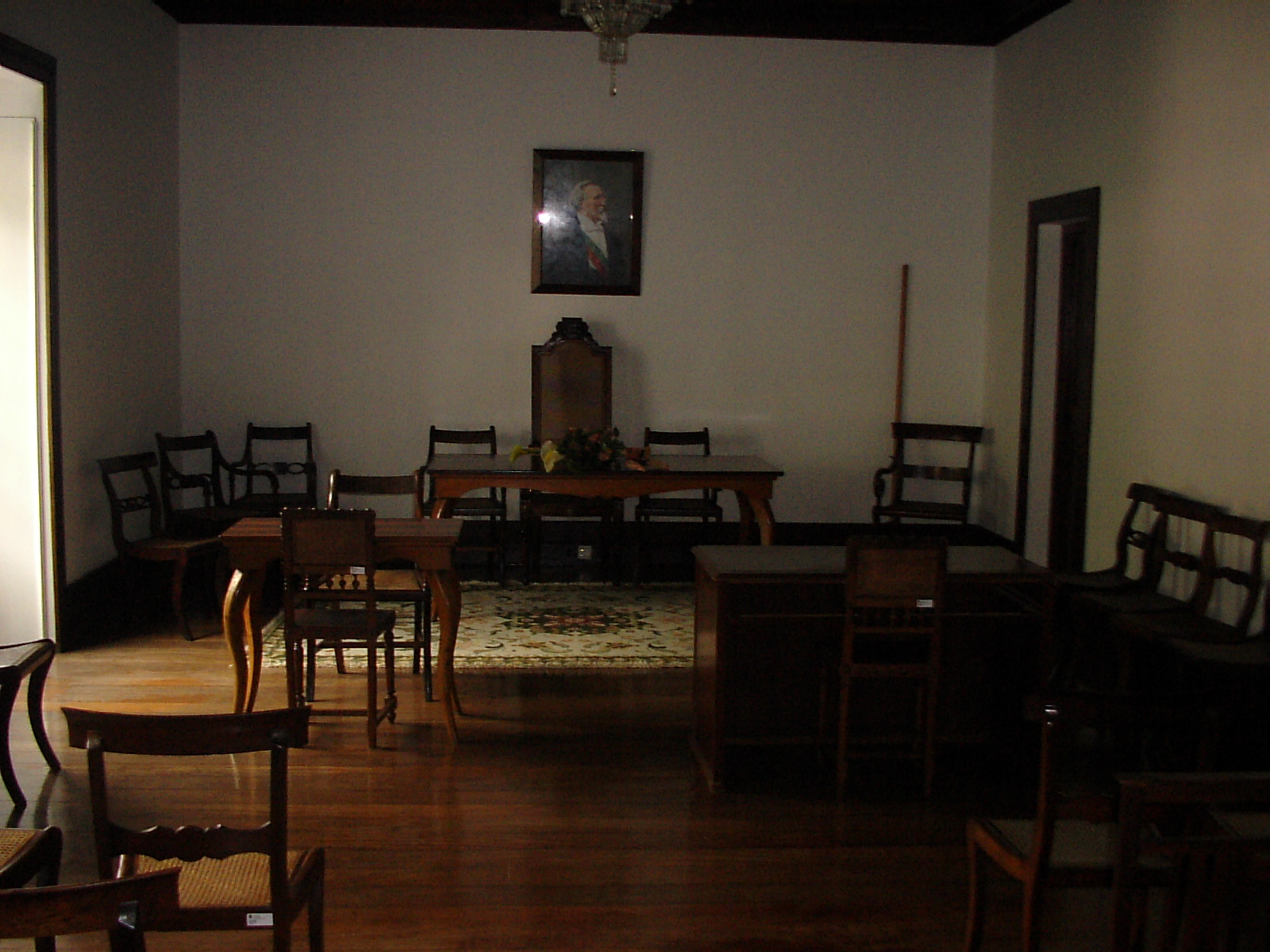